# Bützow
Bützow est une petite ville de Mecklembourg-Poméranie-Occidentale, dans le nord-est de l'Allemagne. Elle fait partie de l’arrondissement de Rostock.

## Histoire
Une université y est fondée en 1760 et supprimée en 1788.

## Évolution démographique
| 1890  | 1910  | 1989   | 2000  | 2006  | 2010  |
| ----- | ----- | ------ | ----- | ----- | ----- |
| 5 323 | 5 874 | 10 650 | 8 772 | 7 906 | 7 681 |

## Personnalités liées à la ville
- Dietrich Ludwig Gustav Karsten (1768-1810), minéralogiste né à Bützow.
- Else Hirsch (1889-1943), résistant née à Bützow.
- Andrea Philipp (1971-), athlète née à Bützow.

## Jumelages
- Eckernförde (Allemagne) depuis 1990
- Sillamäe (Estonie)
- Straelen (Allemagne) depuis 1992

## Monuments
- Église paroissiale, XIIe – XVe siècles
- Château de Bützow, d’architecture Renaissance, restauré en 1910–1911
- Hôtel de ville, d’architecture néogothique romantique (1848–1850)
- La place du château avec ses bâtiments historiques
- Abbaye de Bethléem